# Predicado verbal
Un predicado verbal es un predicado que contiene un verbo no copulativo, a diferencia del predicado nominal.

## Predicado verbal en español
El concepto Predicado se usa con dos significados, según la Nueva gramática básica de la lengua española (2011), p. 10:
1. Designa la expresión gramatical cuyo contenido se atribuye al referente del sujeto, constituyendo un comentario o aporte al mismo. Así, el grupo o sintagma verbal que va en cursiva en "El maestro explicaba la lección a los alumnos" es el predicado que se aplica a lo denotado por el sujeto ("el maestro").
2. Designa a funciones exigidas por el significado de cualquier palabra (verbo, sustantivo, adjetivo, adverbio e incluso preposición) que se complete mediante argumentos o actantes (constituyentes exigidos por su significado léxico: estados, acciones, propiedades o procesos). La estructura formada por estas funciones se llama estructura argumental o valencia.[1]

### Primera acepción
Se denomina predicado verbal a la clase de función sintáctica predicado del sintagma verbal cuyo  núcleo no es verbo copulativo ni puede ser reemplazado por verbo copulativo, es un verbo predicativo.
Semánticamente, esto es, por significado, su cometido es comentar un sujeto o incrementar la información sobre él instalándolo en el mundo y sus coordenadas, accidentes y circunstancias.
Existen varios tipos de predicado verbal; según el papel que el sujeto represente respecto a él, puede ser predicado verbal activo (cuando el sujeto es agente, hace cosas o las preside) o predicado verbal pasivo (cuando el sujeto es paciente, recibe la acción que ejecuta un complemento agente en una construcción pasiva)
El predicado verbal activo puede ser a su vez transitivo si posee objeto directo, o intransitivo si no lo posee.

### Segunda acepción
Toda palabra puede desarrollar un predicado completándose con diversas expresiones añadidas. En el caso concreto del verbo español (véase el apartado anterior), este admite hasta cinco complementos sintácticos o argumentos exigidos por el significado (también puede admitir complementos que no exige su significado, llamados adjuntos o periféricos)
1. Predicados de cero argumentos. Verbos sin expansión alguna, como los impersonales llueve o nieva, que ni siquiera tienen sujeto
2. Predicados de un argumento. Por ejemplo, verbos que solo exigen un sujeto: "Morir". "Él murió"
3. Predicados de dos argumentos. Por ejemplo, verbos que exigen sujeto y complemento directo. "Romper". "Él (sujeto) rompió las gafas (C. D.)"
4. Predicados de tres argumentos. Por ejemplo, verbos que exigen sujeto, CD y CI: "Enseñar". "Él (sujeto) enseña gramática (CD) a los alumnos (CI)". Todos esos complementos son exigidos y necesarios para que la oración tenga sentido.
5. Predicados de cinco argumentos. Por ejemplo, verbos que exigen sujeto, CD, CI, CCM y CCT: "Rentar": "Las acciones (sujeto) me (CI) rentan diez mil euros (CD) a plazo fijo (CCM) en un plazo de tres meses (CCT)"

### Predicación no verbal o secundaria
Pueden ser también elementos predicativos los adjetivos, adverbios y sustantivos que se atribuyen al referente de un grupo o sintagma nominal al que no pertenecen. Con frecuencia esta atribución se realiza a través de otro verbo, es decir, de otro predicado, por lo que se denomina predicación secundaria. En "los viajeros llegaron agotados", el sujeto "los viajeros" es la base de dos predicaciones; una, verbal (la que tiene como núcleo "llegaron"), y otra, adjetiva, (la que efectúa el adjetivo "agotados", que se denomina tradicionalmente complemento predicativo). En ocasiones, esta predicación se efectúa sin la intermediación de un verbo: en las construcciones absolutas y en algunos enunciados sin verbo: "Terminada la clase, se fueron"; "El Barcelona, campeón".